# 1. deild 2023
La 1. deild 2023 fue la 81.ª temporada de fútbol de segundo nivel de las Islas Feroe, y la 47.ª en el formato actual. La temporada comenzó el 4 de marzo de 2023 y finalizó el 28 de octubre del mismo año.

## Equipos
| Club             | Ciudad    | Estadio          | Capacidad | Última temporada    |
| ---------------- | --------- | ---------------- | --------- | ------------------- |
| FC Hoyvík        | Hoyvík    | Hoyvíksvøllur    | 1000      | 6º (2. deild)       |
| EB/Streymur II   | Streymnes | Í Hólmanum       | 2000      | 3º (2. deild)       |
| B36 Tórshavn II  | Tórshavn  | Gundadalur       | 5000      | 8º                  |
| B68 II           | Toftir    | Svangaskarð      | 1450      | 1º (2. deild)       |
| HB Tórshavn II   | Tórshavn  | Gundadalur       | 5000      | 7º                  |
| Skála            | Skáli     | Undir Mýruhjalla | 1000      | 10º (Betri deildin) |
| NSÍ              | Runavík   | Við Løkin        | 2000      | 9º (Betri deildin)  |
| KÍ II            | Klaksvík  | Við Djúpumýrar   | 2500      | 5º                  |
| B71 Sandoy       | Sandur    | Inni í Dal       | 2000      | 4º                  |
| Víkingur Gøta II | Leirvík   | Sarpugerði       | 1600      | 2º                  |

## Tabla de posiciones
| Pos. | Equipo         | Pts. | PJ | G  | E | P  | GF | GC  | Dif. | Clasificación 2023                 |
| ---- | -------------- | ---- | -- | -- | - | -- | -- | --- | ---- | ---------------------------------- |
| 1    | Skála ÍF       | 70   | 27 | 23 | 1 | 3  | 83 | 20  | +63  | Ascenso a la Primera División 2024 |
| 2    | NSÍ            | 57   | 27 | 18 | 3 | 6  | 67 | 29  | +38  | Ascenso a la Primera División 2024 |
| 3    | KÍ II          | 47   | 27 | 15 | 2 | 10 | 63 | 40  | +23  |                                    |
| 4    | Víkingur II    | 47   | 27 | 15 | 2 | 10 | 61 | 42  | +19  |                                    |
| 5    | B71 Sandoy     | 47   | 27 | 14 | 5 | 8  | 58 | 39  | +19  |                                    |
| 6    | FC Hoyvík      | 37   | 27 | 11 | 4 | 12 | 48 | 53  | −5   |                                    |
| 7    | B36 II         | 33   | 27 | 10 | 3 | 14 | 56 | 50  | +6   |                                    |
| 8    | HB II          | 27   | 27 | 8  | 3 | 16 | 42 | 65  | −23  |                                    |
| 9    | B68 II         | 17   | 27 | 5  | 2 | 20 | 26 | 82  | −56  | Descenso a la 2.deild 2024         |
| 10   | EB/Streymur II | 9    | 27 | 2  | 3 | 22 | 23 | 107 | −84  | Descenso a la 2.deild 2024         |

Actualizado a los partidos jugados el 28 de octubre de 2023.
 Fuente: Faroe Soccer

## Goleadores
- Actualizado el 28 de octubre de 2023

| Pos. | Jugador             | Equipo | Goles |
| ---- | ------------------- | ------ | ----- |
| 1    | Carlos Ferreira     | Skála  | 23    |
| 2    | Tijani Yakubu       | B71    | 21    |
| 3    | Steffan Løkin       | NSÍ    | 19    |
| 4    | Jóhan Josephsen     | KÍ II  | 13    |
| 5    | Marjus Nón          | Skála  | 12    |
|      | Meinhard Janusarson | Skála  | 12    |